# توبلی
توبلی (به عربی: توبلی) یک منطقهٔ مسکونی در بحرین است که در استان وسطی (بحرین) واقع شده‌است. اکثریت جمعیت توبلی به زبان فارسی به عنوان زبان اول صحبت می کنند.